# Steve Perry (scrittore)
Steve Perry (31 agosto 1947) è uno scrittore statunitense, autore di fantascienza, celebre per le sue trasposizioni da film e fumetti.

## Biografia
Nato e cresciuto negli Stati Uniti meridionali, ha vissuto in Louisiana, California, Washington e Oregon.
Oltre a numerosi romanzi di fantascienza, fra cui il ciclo Matador che l'ha reso famoso, ha partecipato a serie di romanzi tratti da media franchise celebri, come Guerre stellari, Indiana Jones, Aliens, Predator ed altri. Ha partecipato attivamente alla serie Net Force nata dall'opera di Tom Clancy.
È sposato con Dianne Waller ed è padre della scrittrice Stephani Perry.
Pratica il Silat, arte marziale che gli ha ispirato gli stili Sumito e Teräs Käsi, inventati per alcuni suoi romanzi: rispettivamente, il ciclo Matador e alcuni episodi della saga di Star Wars, reso poi celebre nel videogioco Star Wars: Masters of Teräs Käsi.

## Opere

### Serie diMatador
- L'uomo che non sbagliava mai (The Man Who Never Missed, 1985), Urania n. 1035
- Matadora (Matadora, 1985), Urania n. 1055
- La rivolta dei Matador (The Machiavelli Interface, 1986), Urania n. 1112
- The Omega Cage (1988) - scritto con Michael Reaves
- The 97th Step, 1989
- The Albino Knife, 1991
- Black Steel, 1992
- Brother Death, 1992

### Partecipazione al mondo diGuerre stellari
- L'ombra dell'Impero (Shadows of the Empire, 1996), Sperling & Kupfer 1997
- L'ombra dell'Impero: Evoluzione, 2000
- Death Star, 2007 - scritto con Michael Reaves

### Partecipazione al mondo diAliens
Trasposizioni di storie a fumetti scritte da altri autori.
1. 1992 - Aliens. Il nido sulla Terra (Aliens: Earth Hive, 1992)
2. 1993 - Aliens. Incubo (Aliens: Nightmare Asylum, 1993)
3. 1993 - Aliens: The Female War, 1993  - scritto con S.D. Perry
4. 1994 - Aliens vs Predator - Prey - scritto con S.D. Perry
5. 1994 - Aliens vs Predator - Hunters Planet - scritto con S.D. Perry

### Trasposizioni da film
- 1997 - MIB - Men In Black (MIB - Men In Black), Sperling & Kupfer 1997

### Serie Net Force
Scritti con la supervisione di Tom Clancy, Steve Pieczenik e Larry Segriff.
- 1998 - Net Force (Net Force), Rizzoli 2010
- 2000 - Breaking Point
- 2001 - Point of Impact
- 2001 - Cybernation
- 2003 - State of War
- 2003 - Changing of the Guard
- 2005 - Springboard
- 2006 - The Archimedes Effect